# Eusarsiella janiceae
Eusarsiella janiceae is een mosselkreeftjessoort uit de familie van de Sarsiellidae. De wetenschappelijke naam van de soort is, als Sarsiella janiceae, voor het eerst geldig gepubliceerd in 1976 door Kornicker.